# Johann Heinrich Christian Pinkepank
Johann Heinrich Christian Pinkepank (* 17. April 1818 in Riddagshausen; † 29. Oktober 1890 in Hamburg) war ein Hamburger Modelltischlermeister und Politiker.

## Leben
Von 1883 bis 1889 gehörte Pinkepank der Hamburgischen Bürgerschaft an, er war Mitglied der Fraktion der Linken.